# Exploratorio
El Exploratorio o Exploratorio Medellín, es un laboratorio ciudadano de carácter público dispuesto para que las personas pueda compartir saberes, acceder al conocimiento, experimentar, desarrollar ideas y proyectos de forma colaborativa, libre y abierta y bajo la filosofía del aprender haciendo. Fue inaugurado en noviembre de 2016 por la Alcaldía de Medellín y el Parque Explora.

## Líneas de trabajo
El Exploratorio busca articular cuatro líneas temáticas que nutren de contexto los territorios y personas que los habitan y quienes crean comunidad, a partir de las necesidades, cuestionamientos y capacidades. Estas líneas de trabajo son:
- Ser: entendimiento de los individuos y sus relaciones sociales, así como los espacios que habitamos como entes vivios a los que es posible intervenirlos de distintas maneras desde la innovación
- Hacer: se basa en la filosofía Do It With Others (DIWO), y el aprender haciendo. La experimentación conjunta, el error como medio de adquirir nuevos conocimientos y la producción de proyectos en comunidad
- Pensar: para generar y transmitir conocimientos en espacios de encuentro de personas.
- Contar: para socializar y transmitir nuestras historias y explorar lenguajes

## Manifiesto
El Exploratorio por medio de su manifiesto, incentiva la circulación y el acceso libre al conociminimiento, promueve la cultural libre como un medio para este fin. Reconoce la información como un bien común y tomo como modelo el código abierto para acceder, estudiar, modificar y proponer nuevas ideas. Es un laboratorio y como tal la experimentación nos lleva a cometer errores y éstos más que fracasos son oportunidades para el aprendizaje.
El trabajo en red como un medio para generar confianza, respeto, hospitalidad y conformar comunidad. La creatividad es el motor del laboratorio y por medio de ella espera generar innovación social que impacte de manera positiva en los territorios, lo que implica el trabajo mancomunado entre pares y el uso de todas las tecnologías para todas las personas que las necesiten.

## Citas y referencias
1. ↑  Parque Explora. «Exploratorio». Archivado desde el original el 25 de abril de 2017. Consultado el 23 de abril de 2017.
2. ↑  «Con el Exploratorio, Medellín inicia su programación cultural esta Navidad». El Espectador. 28 de noviembre de 2016. Consultado el 23 de abril de 2017.
3. ↑  Exploratorio. «Manifiesto». Archivado desde el original el 24 de abril de 2017. Consultado el 23 de abril de 2017.

- Datos: Q30911828